# Alveolarni nazal
Alveolarni nazal suglasnik je koji postoji u gotovo svim jezicima, a u međunarodnoj fonetskoj abecedi za njega se koristi simbolom [n].
Glas postoji u standardnom hrvatskom i svim narječjima; standardni pravopis hrvatskog jezika također se koristi simbolom n (vidjeti slovo n).
Samo nekoliko jezika (npr. samoanski) nema ovaj glas.
Karakteristike su:
- po načinu tvorbe jest nazal
- po mjestu tvorbe jest alveolarni suglasnik
- po zvučnosti jest zvučan.